# Kartács

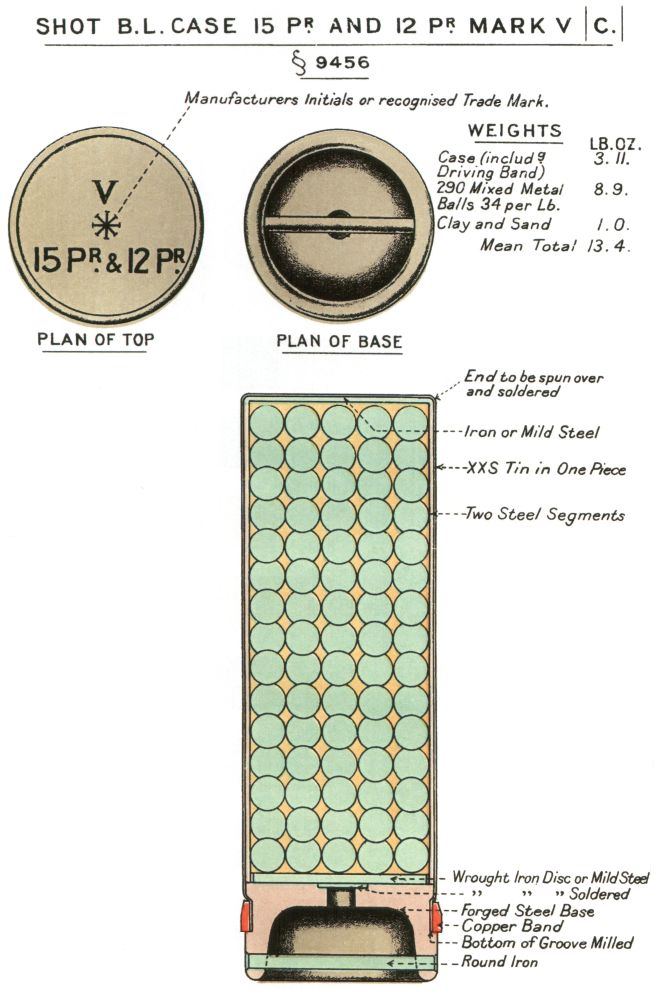
Angol kartács az első világháborúból

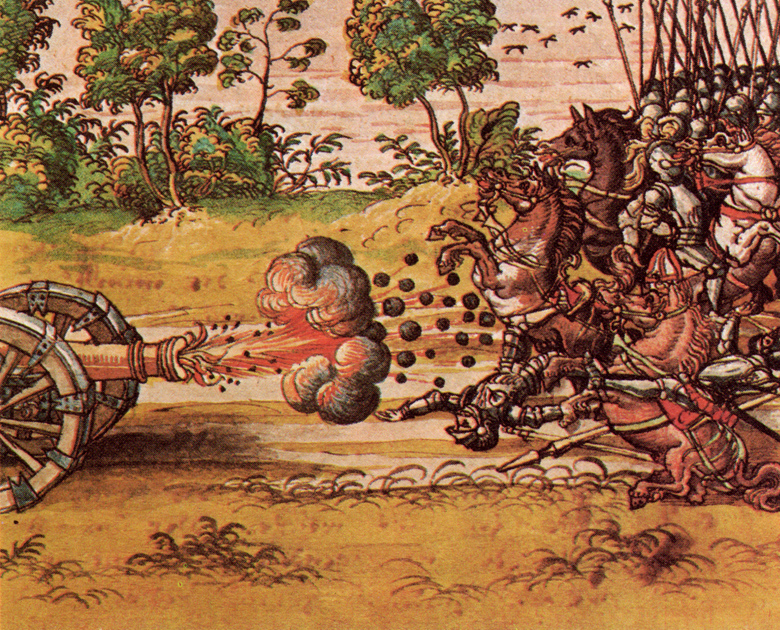
Középkori kartácstűz lovasrohammal szemben

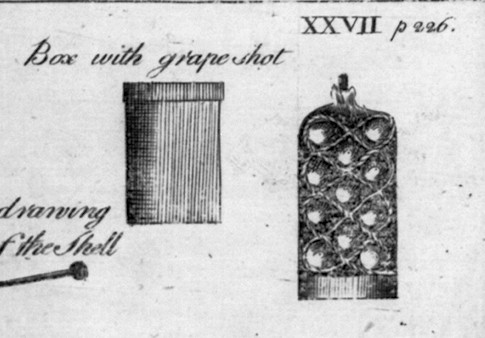
Az amerikai polgárháborúban használt kartács

A kartács egy tüzérségi lövedékfajta, amely vékony dobozba vagy zsákba csomagolt golyókból áll. A kartácsot közelről tömegben támadó élőerők ellen használták, kilövéskor a golyók szétszóródtak sok embert megsebesítve. Hatása hasonló az első világháború alatt kiterjedten használt srapnelével vagy a repeszgránátéval, de a kartácsot elsősorban huzagolás nélküli ágyúkban használták. A kilövés alkalmával a doboz vagy zsák már az ágyúcsőben kireped és a sörétek szétszóródva repülnek ki. Kisebb lőtávolságra, 200-300 m-re alkalmazták. Lényege, hogy a nagy ágyúgolyó helyett sok kis golyót (söréteket) lőnek ki az ágyúból, mely sörétek egy kúpszerű térrészen belül szóródnak szét és ebben a térben levő ellenséget harcképtelenné teszik ("lekaszálják").
A kartács a német Kartätsche szóból ered. Első említései Mariano di Jacopo – Taccolatól 1442-ben, és egy ismeretlen szerzőtől származó könyv: Das Feuerwerkbuch 1432 körüli évekből A kartácsot először tömegesen a 16. században kezdték használni. Először kisebb kődarabokkal töltötték meg az ágyúkat, majd a muskéták golyójához hasonló ólomgolyókat, vagy pedig nagyobb formájú karabélytöltényeket használtak. A kartácsgolyókat jutazsákba, vagy bádogdobozba csomagolták és így előre előkészítve töltötték az ágyúkba.